# Mil vegades bona nit
Mil vegades bona nit (en noruec: Tusen ganger god natt) és una pel·lícula dramàtica irlandesa-noruega produïda en anglès l'any 2013, dirigida per Erik Poppe i protagonitzada per Juliette Binoche, Nikolaj Coster-Waldau, Maria Doyle Kennedy, Larry Mullen Jr. i Mads Ousdal.

## Argument
La Rebecca és una fotoperiodista obsessionada amb informar en zones de guerra perilloses. Mentre documentava un grup de dones terroristes suïcides a l'Afganistan, acompanya a una d'elles a Kabul, on la detonació prematura d'una bomba la fereix greument.
Mentre es recupera a casa seva a Irlanda, Rebecca s'enfronta al seu marit Marcus i a la seva filla Steph, que l'obliguen a triar entre continuar documentant zones de guerra o la seva família. Però tria la seva família.
L'Steph, intrigada per les fotografies de la seva mare i interessada en el treball humanitari a l'Àfrica, la Rebecca li proposa un viatge fotogràfic amb la seva filla a un camp de refugiats a Kenya . En Marcus hi està d'acord, assumint que el viatge serà segur.
En comptes d’això, el campament és atacat per un grup armat que comença a assassinar gent a les seves tendes. La Rebecca envia a la seva filla a un lloc segur, però ella es queda al campament per documentar l'atac.
En tornar, l'Steph i la Rebecca no li diuen res al seu pare, però ell ho descobreix. Enfadat amb la Rebecca la fa fora i no li permet veure a les noies. Just abans de pujar a un avió cap a Kabul, la Rebecca rep un missatge de veu de l'Steph sobre la seva presentació a l'escola durant el viatge. Amb ella, li fa saber a la seva mare que entén la importància de la seva feina.
Finalment, la Rebecca no puja a l'avió i va a la presentació. Aquella nit, a la Rebecca li permeten ficar les nenes al llit. L'endemà, torna a ser a Kabul, documentant l'equipament d'un altre terrorista suïcida; aquesta vegada a una noia jove. L'afecta molt més que l'anterior. Es desmaia i la càmera s'esvaeix a negra.

## Producció
Els elements autobiogràfics de la pel·lícula provenen del treball de Poppe com a fotoperiodista l'any 1980, documentant conflictes a l'Amèrica Central, l'Orient Mitjà, l'Àfrica i el sud-est asiàtic. La major part de la pel·lícula es va grabar a Irlanda i al Marroc. El finançament va ser proporcionat per l'Irish Film Board i el Norsk Filminstitutt.
La pel·lícula va ser produïda per Finn Gjerdrum i Stein Kvae, mentre que John Christian Rosenlund va ser el fotògraf principal. Diverses imatges de zones de guerra dels fotògrafs Marcus Bleasdale i Astrid Sehl tenen un paper important en la pel·lícula.

## Recepció crítica
The Hollywood Reporter va qualificar la pel·lícula de "drama commovedor fet més commovedor per elements autobiogràfics honestos" i va elogiar la "complexa actuació" de Binoche com a "mereixedora d'una atenció especial". Variety va qualificar la pel·lícula com una "història captivadora d'una fotoperiodista dedicada dividida entre la implicació apassionada amb la seva feina i el compromís amb la seva família preocupada". La revista va continuar dient: "Evitant hàbilment tant el melodrama com el missatge dels valors familiars, Poppe imbueix la pel·lícula d'una enorme ressonància emocional, fonamentada per la seva protagonista..."
The Gazette va criticar la pel·lícula, escrivint que estava "obstaculitzada per un guió força dispers" que escampa "tòpics sobre el deure periodístic i la complaença dels mitjans de comunicació davant la guerra", i que la pel·lícula "s'endinsa en un melodrama familiar molt convencional".

## Premis
L'any 2013 va guanyar el Gran Premi Especial del jurat al Festival Internacional de Cinema de Montreal.